# Зеуді Арайя
Зеуді Арайя (італ. Zeudi Araya; *10 лютого 1951, Декемхаре, Ефіопія) — італійська актриса, кінопродюсер.

## Життєпис
Народилася в Ефіопії в сім'ї відомого ефіопського політика.
Зеуді Арайя — племінниця ефіопського дипломата, в 60-ті — 70-ті роки посла Ефіопії в Італії. Закінчила школу в Аддіс-Абебі в 1969 році. У цьому ж році Зеуді Арайя стала переможницею конкурсу краси «Міс Ефіопія». На початку 70-х років приїхала до Риму. Рекламувала каву на італійському ТБ.
З 1971 року на кіностудії «Чінечіта». У 1971—1974 роки знімалася в еротичних кінокомедіях режисера Луїджі Скаттіні. У 1976 році Зеуді Арайа зіграла найбільш відому роль — П'ятницю в комедії Серджо Корбуччі «Синьйор Робінзон» в дуеті з італійським коміком Паоло Вілладжіо.
Виконала роль Елізабет в гостросюжетному фільмі «Неаполітанський детектив» (1978, реж. С. Корбуччі). Одна з найкращих ролей актриси Шеба в трилері Джуліано Монтальдо «День спочатку» (1987).
Знімалася в ряді фільмів продюсера Франко Крістальді, який був її чоловіком в 1983—1992 роках. З початку 90-х років у кіно не знімалася. Після смерті Крістальді вийшла заміж за кінорежисера Массімо Спано.
У 1995 році Зеуді Арайя виступила продюсером фільму свого чоловіка Массімо Спано, продовжувала займатися кіно і телепродюсуванням.

## Вибрана фільмографія
- La ragazza dalla pelle di luna — «Simone» (1972)
- La ragazza fuoristrada — «Maryam» (1973)
- Синьйор Робінзон / Il signor Robinson, mostruosa storia d'amore e d'avventure — «Venerdì» (1976)
- Giallo napoletano — «Elizabeth» (1978)
- Tesoro mio — «Tesoro Hoaua» (1979)
- I paladini — Storia d'armi e d'amori — «Marfisa» (1983)